# Ryan Hughes
Ryan Hughes, född 17 januari 1972, är en kanadensisk före detta professionell ishockeyforward som tillbringade en säsong i den nordamerikanska ishockeyligan National Hockey League (NHL), där han spelade för Boston Bruins. Han producerade noll poäng samt drog på sig inga utvisningsminuter på tre grundspelsmatcher.
Hughes spelade också för Cornwall Aces och Providence Bruins i American Hockey League (AHL); Chicago Wolves och Rafales de Québec i International Hockey League (IHL) samt Cornell Big Red i National Collegiate Athletic Association (NCAA).
Han draftades av Quebec Nordiques i tredje rundan i 1990 års draft som 22:a spelaren totalt.
Hughes är yngre bror till Kent Hughes, som är general manager för Montreal Canadiens i NHL.

## Statistik
| 1986–1987   | Sélects de West Island | LHJAAAQ     | 14  | 14 | 18 | 32  | —   | —  | — | —  | —  | —  |
| 1987–1988   | Lions du Lac St-Louis  | LHJAAAQ     | 36  | 19 | 32 | 51  | 51  | 2  | 1 | 0  | 1  | —  |
| 1988–1989   | Lions du Lac St-Louis  | LHJAAAQ     | 42  | 25 | 62 | 87  | 48  | 3  | 1 | 4  | 5  | 6  |
|             | Kanada                 |             | 3   | 0  | 0  | 0   | 2   | —  | — | —  | —  | —  |
| 1989–1990   | Cornell Big Red        | NCAA        | 27  | 7  | 16 | 23  | 35  | —  | — | —  | —  | —  |
| 1990–1991   | Cornell Big Red        | NCAA        | 32  | 18 | 34 | 52  | 28  | —  | — | —  | —  | —  |
| 1991–1992   | Cornell Big Red        | NCAA        | 27  | 13 | 21 | 34  | 36  | —  | — | —  | —  | —  |
| 1992–1993   | Cornell Big Red        | NCAA        | 26  | 8  | 14 | 22  | 30  | —  | — | —  | —  | —  |
| 1993–1994   | Cornwall Aces          | AHL         | 54  | 17 | 12 | 29  | 24  | 13 | 2 | 4  | 6  | 6  |
| 1994–1995   | Cornwall Aces          | AHL         | 72  | 15 | 24 | 39  | 48  | 14 | 0 | 7  | 7  | 10 |
| 1995–1996   | Boston Bruins          | NHL         | 3   | 0  | 0  | 0   | 0   | —  | — | —  | —  | —  |
|             | Providence Bruins      | AHL         | 78  | 22 | 52 | 74  | 89  | 4  | 1 | 2  | 3  | 20 |
| 1996–1997   | Chicago Wolves         | IHL         | 14  | 2  | 6  | 8   | 12  | —  | — | —  | —  | —  |
|             | Rafales de Québec      | AHL         | 30  | 2  | 3  | 5   | 24  | 8  | 1 | 1  | 2  | 4  |
| NHL totalt  | NHL totalt             | NHL totalt  | 3   | 0  | 0  | 0   | 0   | —  | — | —  | —  | —  |
| AHL totalt  | AHL totalt             | AHL totalt  | 204 | 54 | 88 | 142 | 161 | 31 | 3 | 13 | 16 | 36 |
| IHL totalt  | IHL totalt             | IHL totalt  | 44  | 4  | 9  | 13  | 36  | 8  | 1 | 1  | 2  | 4  |
| NCAA totalt | NCAA totalt            | NCAA totalt | 112 | 46 | 85 | 131 | 129 | —  | — | —  | —  | —  |

### Internationellt
| Källa:        | Källa:        | Källa:        |         | Utv = Utvisningsminuter | Utv = Utvisningsminuter | Utv = Utvisningsminuter | Utv = Utvisningsminuter | Utv = Utvisningsminuter |
| År            | Lag           | Mästerskap    | Matcher | Mål                     | Assists                 | Poäng                   | Utv                     |                         |
| ------------- | ------------- | ------------- | ------- | ----------------------- | ----------------------- | ----------------------- | ----------------------- | ----------------------- |
| 1992          | Kanada        | JVM           | 7       | 0                       | 1                       | 1                       | 0                       |                         |
| Senior totalt | Senior totalt | Senior totalt | 7       | 0                       | 1                       | 1                       | 0                       |                         |